# Ruby Sparks
Ruby Sparks (titulada Ruby: La chica de mis sueños en Hispanoamérica) es una película de drama romántico, con toques de comedia. Estrenada en 2012, está dirigida por Jonathan Dayton y Valerie Faris, y escrita por Zoe Kazan, quien a su vez se desempeña como protagonista. En el reparto principal la acompaña Paul Dano, quien interpreta a Calvin, un escritor frustrado que se enamora de su creación literaria: Ruby Sparks. Tiempo después, por acción involuntaria de Calvin, Ruby se materializa en una mujer real, y ambos comienzan una relación amorosa.

## Argumento
Calvin Weir-Fields (Paul Dano) es un reconocido novelista que atraviesa un bloqueo del escritor. Su terapeuta, el doctor Rosenthal (Elliott Gould), le aconseja escribir al menos una página. No lo logra inmediatamente, pero después de una serie de sueños comienza a esbozar una novela en su máquina de escribir. La historia trata sobre él y sobre Ruby Sparks (Zoe Kazan), la chica de sus sueños. 
Tras haber avanzado considerablemente en el material, una mañana queda perplejo cuando descubre a Ruby en su casa, actuando como su pareja; el personaje aparentemente se ha meterializado en una mujer real. En un primer momento, Calvin lo toma como un engaño y luego, como una alucinación de su mente enferma por el estrés, pero más adelante comprueba que otras personas también la ven. 
Harry (Chris Messina), el hermano mayor de Calvin, se percata de que Ruby hace todo lo que este escribe, por lo que le dice que ha inventado a la mujer perfecta. Calvin responde que no volverá a escribir sobre Ruby y que le gusta tal cual es. Así, entabla una relación con ella, que al inicio marcha perfectamente. Sin embargo, pasado un tiempo el vínculo se deteriora por descuidos de Calvin, quien vuelve a escribir sobre Ruby, en un intento de modificarla y de ese modo salvar la relación, pero los cambios son extremistas y no dan frutos. Durante una discusión, le revela que es una invención suya y que siempre hará lo que él escriba.
Finalmente, Calvin libera a Ruby y le brinda una nueva vida. Tiempo después, se lo ve dedicándose a escribir una novela de redención hacia Ruby, omitiendo detalles tan simples como su nombre; con ello, busca que lo perdone.
La película termina con Calvin leyendo un extracto del nuevo libro. Después, lo muestra paseando a su perro por el parque, donde se encuentra con una joven igual a Ruby, pero de cabello diferente, que está leyendo el libro que Calvin escribió para Ruby. La joven siente que lo conoce y Calvin le pregunta si puede acompañarla, a lo que ella accede.

## Reparto
| Actor            | Personaje          |
| ---------------- | ------------------ |
| Paul Dano        | Calvin Weir-Fields |
| Zoe Kazan        | Ruby Sparks        |
| Chris Messina    | Harry              |
| Annette Bening   | Gertrude           |
| Antonio Banderas | Mort               |
| Deborah Ann Woll | Lila               |
| Elliott Gould    | Dr. Rosenthal      |

## Premios
- 2012: Independent Spirit Awards. Nominada a Mejor guion.